# 特雷维伊
特雷维伊（法語：Trévilly，法語發音：[tʁeviji]）是法国勃艮第-弗朗什-孔泰大区约讷省的一个旧市镇，属于阿瓦隆区。2019年，特雷维伊与邻近的4个市镇合并为新市镇吉永泰尔普莱讷。

## 地理
特雷维伊（47°31'46"N, 4°3'34"E）面积6.86 平方千米，位于法国勃艮第-弗朗什-孔泰大區约讷省，该省份为法国中北部内陆省份，西接卢瓦雷省，西北接塞纳-马恩省，南至涅夫勒省，东临科多尔省，东北与奥布省接壤。
与特雷维伊接壤的市镇（或旧市镇、城区）包括：蒙雷阿勒、锡斯里、吉永、圣安德烈-昂泰尔普莱讷、索村。
特雷维伊的时区为UTC+01:00、UTC+02:00（夏令时）。

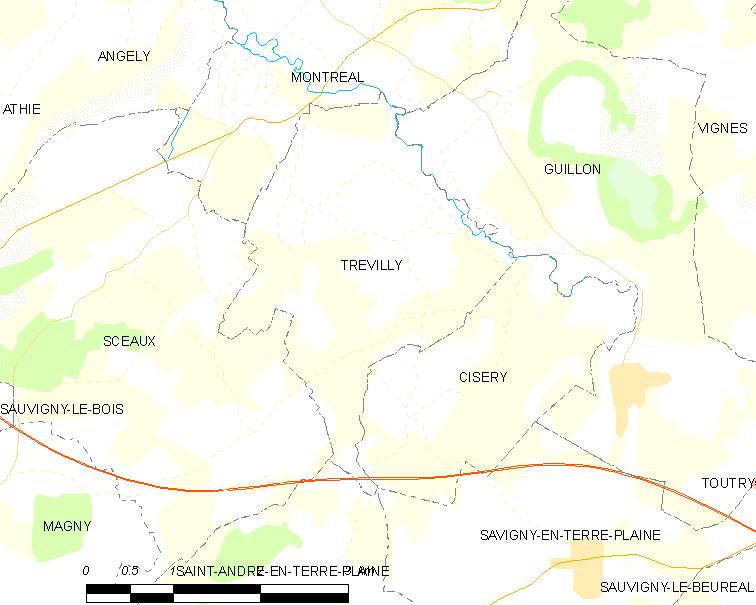
特雷维伊的OSM定位图

## 行政
特雷维伊的邮政编码为89420，INSEE市镇编码为89421。

## 政治
特雷维伊所属的省级选区为沙布利县。

## 人口

1962-2008年间特雷维伊人口变化图示

特雷维伊于2018年1月1日时的人口数量为65人。